# 소포 할바시
소포 할바시(სოფო ხალვაში, 1986년 3월 31일 ~ )는 조지아의 가수이다. 유로비전 송 콘테스트 2007에서 조지아 대표로 참가했다.